# Wilhelm Bahnik
Wilhelm Bahnik (* 15. Mai 1900 in Gnesen; † 12. März 1938 in Spanien) war ein deutscher KPD-Funktionär und kommunistischer Widerstandskämpfer.

## Leben
Als Sohn der Aushilfsköchin Wilhelmine und des Eisenbahnarbeiters Friedrich in der Provinz Posen aufgewachsen, kam er mit seinen Eltern 1919 nach Magdeburg. Er trat 1921 der SPD bei, wechselte dann 1923 zur KPD über. 1925 wurde er Mitglied der Bezirksleitung der KPD in Magdeburg-Anhalt und dort mit „militärpolitischen Aufgaben“ betraut.
1927 wurde er verhaftet und in einem Hochverratsprozess zu zwei Jahren und neun Monaten Festungshaft verurteilt, kam aber bereits 1928 durch eine Amnestie wieder auf freien Fuß. In Magdeburg wurde 1930 sein Sohn Horst Bahnik geboren.
Die KPD schickte ihn 1930/31 zum Studium nach Moskau. Anschließend übernahm er leitende Funktionen in der Partei. Nach dem Machtantritt der Nationalsozialisten 1933 ging er in die Illegalität und leitete in Berlin den BB-Bereich („Betriebsberichterstattung“) im AM-Apparat, dem KPD-Nachrichtendienst. 1935 emigrierte er in die Sowjetunion, wo sich seine Familie bereits befand. Nach dem Aufruf des ZK der KPD zur Unterstützung der Republik Spanien gegen die faschistischen Putschisten meldete er sich als Freiwilliger für die Spanische Volksfront und ging 1936 nach Spanien. Er wurde Offizier im Edgar-André-Bataillon der XI. internationalen Brigade. Im Frühjahr 1938 wurde er schwer verwundet. Um seine Kampfgefährten, die ihn drei Tage durch die Berge Aragoniens trugen, vor der Gefangenschaft zu bewahren, erschoss sich Wilhelm Bahnik während einer Rast.

## Privates
Sein Sohn Horst diente als Oberst in der Nationalen Volksarmee der DDR.

## Ehrungen
In der Zeit der DDR trugen öffentliche Einrichtungen, so eine Oberschule in Berlin und in Oebisfelde, ein Grenzregiment in Kalbe (Milde), das Erholungsheim des Ministeriums des Innern in Benneckenstein und seit 1981 der Sportplatz des TuS 1860 Magdeburg seinen Namen. Noch heute ist eine Straße in Magdeburg nach ihm als Bahnikstraße benannt. 1986 wurde die Freiwillige Feuerwehr Packebusch nach ihm benannt.